# Cornelius Tuwei
Cornelius Kipkoech Tuwei (* 24. Mai 1993 im Nandi County) ist ein kenianischer Mittelstreckenläufer, der sich auf den 800-Meter-Lauf spezialisiert hat.

## Sportliche Laufbahn
Erste Erfahrungen bei internationalen Meisterschaften sammelte Cornelius Tuwei 2018 bei den Commonwealth Games im australischen Gold Coast, bei denen er im 800-Meter-Lauf mit 1:47,10 min in der ersten Runde ausschied. Im Jahr darauf nahm er erstmals an den Afrikaspielen in Rabat teil und gewann dort in 1:45,41 min die Silbermedaille hinter dem Tunesier Abdessalem Ayouni.  Anschließend gewann er bei den Militärweltspielen in Wuhan in 1:49,20 min ebenfalls die Silbermedaille, diesmal musste er sich dem Polen Michał Rozmys geschlagen geben.

## Persönliche Bestzeiten
- 800 Meter: 1:43,82 min, 20. Juli 2018 in Monaco
  - 800 Meter (Halle): 1:46,47 min, 8. Februar 2020 in Toruń
- 1500 Meter: 3:35,34 min, 1. September 2019 in Berlin